# Pérignat-lès-Sarliève
Pérignat-lès-Sarliève is een gemeente in het Franse departement Puy-de-Dôme (regio Auvergne-Rhône-Alpes). Pérignat-lès-Sarliève telde op 1 januari 2022 2.875 inwoners. De plaats maakt deel uit van het arrondissement Clermont-Ferrand en van het gemeentelijk samenwerkingsverband Clermont Auvergne Métropole.

## Geografie
De oppervlakte van Pérignat-lès-Sarliève bedroeg op 1 januari 2022 3,9 vierkante kilometer; de bevolkingsdichtheid was toen 737,2 inwoners per km².

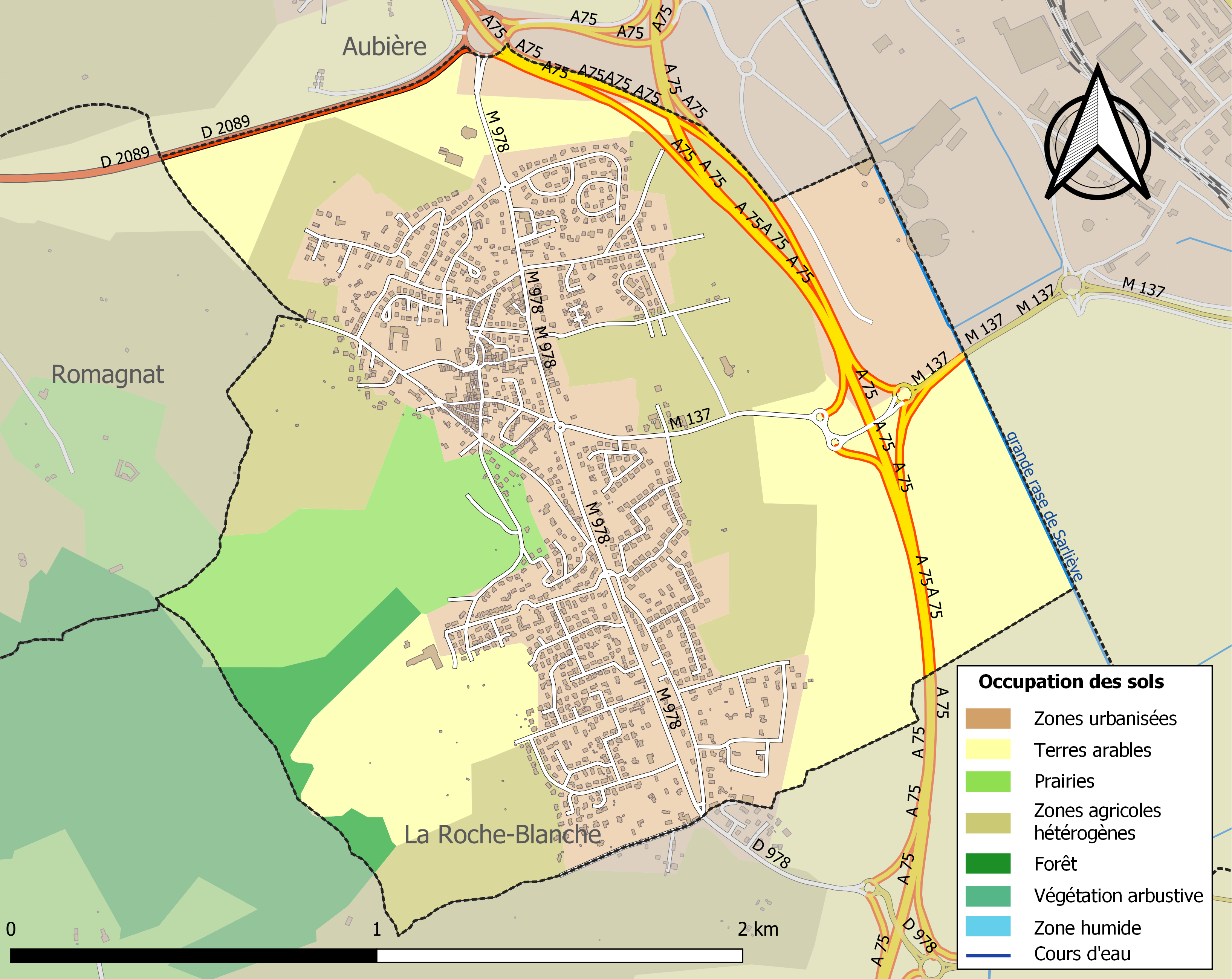
Kaart van de gemeente met belangrijkste infrastructuur, bodemgebruik en omliggende gemeenten

## Demografie
Onderstaande figuur toont het verloop van het inwonertal (bron: INSEE-tellingen).